# Hondsdrafbesjesgalwesp
De hondsdrafbesjesgalwesp (Liposthenes glechomae) is een vliesvleugelig insect uit de familie van de echte galwespen (Cynipidae). De wetenschappelijke naam van de soort is gepubliceerd in 1758 door Linnaeus in de tiende editie van Systema naturae.
De gal is te vinden op Glechoma hederacea en Glechoma hirsuta van juni tot september. In sommige jaren is komt vaak tot zeer vaak voor en in andere jaren nauwelijks. De gallen kunnen verschijnen als kleine rode vlekjes op de bladeren en ontwikkelen tot grote groene gallen die bijna net zo lang zijn als een van het blad van de plant.

## Kenmerken
Gal
De gal is bolvormige met aan de buitenkant lange haren en heeft een diameter tot 15 mm. Aanvankelijk is hij wit, later meestal deze groen of felrood. Verschillende van de enkelkamerige en dunwandige gallen kunnen samengroeien tot onregelmatige structuren. Het zit meestal aan de onderzijde van het blad, maar kan ook aan de bovenzijde, de bladsteel of de stengel voorkomen. De gallen hebben een centrale larvenkamer met een stervormig, sponsachtig weefsel.
Gal wesp
Het gehele gedrongen lichaam van de galwesp is minder glanzend zwart dan dat van de bramentakgalwesp (Diastrophus rubi). Het is alleen fijn gerimpeld op de centrale borstring en longitudinaal gerimpeld op het bijna halfronde schild met twee putjes aan de basis. De voorste borstring is behaard. De poten zijn roodbruin of lichter. De geelrode, draadvormige antennes bestaan uit dertien tot veertien leden, bij mannen ook uit vijftien. De vrouwtjes zijn 2,6 tot 3 mm lang.

## Voorkomen
De soort komt voor in het West-Palearctisch gebied, er zijn ook waarnemingen uit Centraal-Azië (Kazachstan). Samen met zijn gastheersoort werd hij geïmporteerd in Noord-Amerika, waar hij niet zeldzaam is.